# Laurin (Vorname)
Laurin ist ein männlicher Vorname.

## Herkunft
Laurin war der Name eines sagenhaften Zwerges, von dem die mittelhochdeutsche Sage von König Laurins Rosengarten überliefert ist.
Eine weibliche Namensvariante ist Laurine.
Hingegen sind die ähnlichen Formen Lauryn, Laureen, Lauren etc., die gerade im Englischsprachigen Raum verbreitet sind, als Variante von Laura abgeleitet, ein Name, der wiederum auf Laurentius/Laurentia zurückgeht.

## Namensträger
- Laurin Böhler (* 1995), österreichischer Judoka
- Laurin Braun (* 1991), deutscher Eishockeyspieler
- Laurin Buser (* 1991), Schweizer Schauspieler und Rapper
- Laurin Derr (* 1998), deutscher Volleyballspieler
- Laurin Heinrich (* 2001), deutscher Rennfahrer
- Laurin Hoppler (* 2001), Schweizer Politiker (Grüne)
- Laurin Ulrich (* 2005), deutscher Fußballspieler
- Laurin D. Woodworth (1837–1897), US-amerikanischer Politiker (Republikaner)

## Namensträgerinnen
- Laurine Betz (* 1986), deutsche Schauspielerin

## Fiktive Namensträger
- König Laurin, legendenhafter italienischer Zwergenkönig